# 巨樸麗魚
巨樸麗魚，為輻鰭魚綱鱸形目隆頭魚亞目慈鯛科的其中一種，被IUCN列為易危保育類動物，分布於非洲維多利亞湖流域，長可達14.2公分，棲息在岩石底質水域，屬草食性，以植物為食，生活習性不明。

## 擴展閱讀
維基物種上的相關：巨樸麗魚